# Cyclogomphus ypsilon
Cyclogomphus ypsilon – gatunek ważki z rodziny gadziogłówkowatych (Gomphidae). Występuje w Indiach; stwierdzony na pięciu stanowiskach w różnych częściach kraju.